# 日本のカレー
日本のカレー（にほんのカレー、英: Karē）は、インドを植民地支配していたイギリス帝国を通じてもたらされたインド風イギリス料理であるカレーが、日本で独自の発展を遂げたものである。とろみのあるカレースープに、肉や野菜などの具が豊富に入れられているのが特徴。西洋料理を日本人に合うようにアレンジした洋食の一つである。日本では、家庭料理として好まれるほか、カレー専門店も多い。さらに、学校の給食のメニューとしても圧倒的な人気を誇り、日本の代表的な国民食とされるほど広く親しまれている。
カレーうどんやカレーパンなどさまざまな日本生まれのカレー料理があるが、米飯の上からカレーソースをかけたカレーライスが最も一般的で、単にカレーと言った場合、カレーライスを指すことが多い。太平洋戦争後、固形のインスタントカレールーが開発されると、日常的な家庭料理となった。1960年代以降、個食化の進行とともにレトルトカレーも普及している。カレーライスにはさまざまなバリエーションがあり、2000年代に入るとスープカレーやスパイスカレーなどが流行した。
日本国内にインドや東南アジアなどの本場のスパイス料理を提供する店が増えている一方で、日本のカレーは「Japanese curry」や「日式咖哩」と呼ばれて日本国外にも人気を広げている。特にヨーロッパでは、日本のアニメや漫画の影響で、日本のカレーの人気が高まっている。

## 特徴
日本のカレーは、みじん切りにしたニンニク、タマネギなどに小麦粉と多種のスパイスまたはカレー粉を加えて炒めたカレールーに、あらかじめ炒めておいた肉と野菜、ブイヨンなどなどを加えて煮込んで作られる。圧力調理も可能である。イギリスを通じてもたらされた日本のカレーは、ルーとカレー粉を用いてシチューのように煮込んだとろみのあるものとなっているのが特徴である。大きめに切った豚肉や牛肉、鶏肉、魚介類といったメインの食材に、ジャガイモ、ニンジン、タマネギを加えたものが多い。ジャガイモを加えることは、当時の米不足のため札幌農学校（現・北海道大学）のウィリアム・スミス・クラークによって導入されたとも言われている。
日本では、カレーはカレーライスとして食されることが最も一般的である。1枚の洋皿に炊きあがった米飯とカレーを半分ずつ盛り付け、通常、薬味が添えられる。これを、スプーンを使って混ぜながら食べる。薬味としては、みじん切りにしたピクルスや紅しょうが、みじん切りまたは輪切りにしたゆで卵、チャツネのほか、ココナッツやピーナッツ、アーモンド、カシューナッツといったナッツ類などが用いられることもあるが、福神漬けやラッキョウが定番である。福神漬けを添えるようになったのは、1902年（明治35年）から1903年（明治36年）頃、日本郵船の客船で使用していたチャツネが切れたため、やむを得ず福神漬けを出したところ好評だったのが始まりとされている。

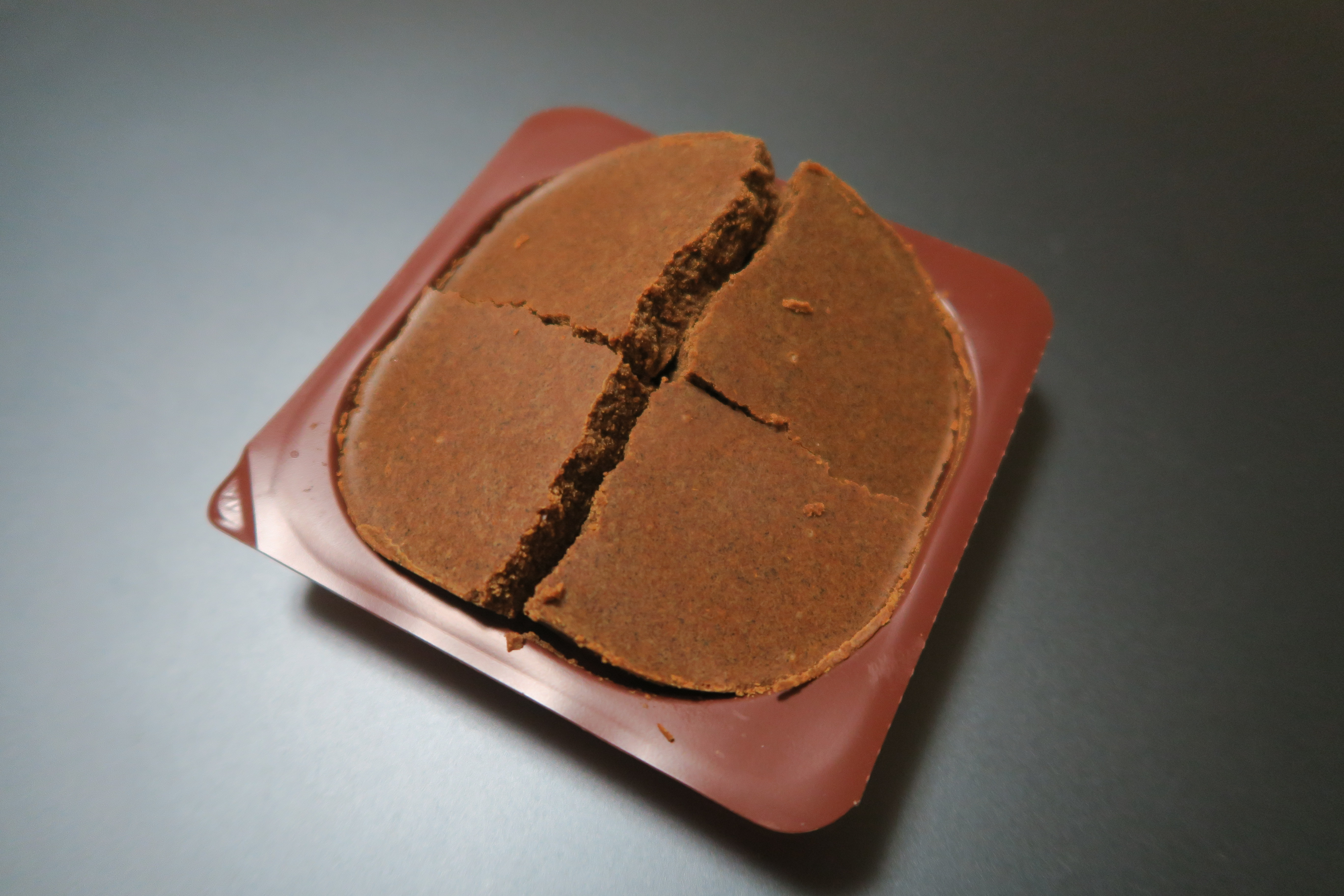
ブロック状のインスタントカレールー

日本の家庭でカレーを作る際には、市販のインスタントカレールーも利用される。これは、日本で開発された独特の製品で、小麦粉と油脂にカレー粉を加え、その他の調味料などを配合したうえで水分を飛ばしたものである。形状としては、固形（板状）・フレーク状・ペースト状などの製品がある。固形のものには切れ目が入っており、簡単に分けられるようになっている。一方で、一からカレールーを作る人のために、「和風カレー」の味を出すために特別に配合されたカレー粉も販売されている。
インスタントカレーの一つとして、常温で長期保存が可能で、温めるだけで食べられるレトルトカレーも広く普及している。世界で初めてのレトルトカレーは、1968年（昭和43年）に発売された大塚食品工業の「ボンカレー」である。これは、市販されたレトルト食品としても世界初であった。インド料理店のインド人コックが「ボンカレー」を食べて「これはなかなかおいしい日本料理だ。なんていう料理か教えてくれ！」と言ったという逸話があり、食文化史を専門とする小菅桂子は著書『にっぽん洋食物語大全』の中で「嘘のような本当の話」と伝えている。「ボンカレー」の成功を受けて他社も相次いで参入し、レトルトカレーは、効率化を求める社会背景と単身世帯の増加などによって日本社会に広く受け入れられている。
これら市販のインスタントカレーには、通常、甘口・中辛・辛口、さらには激辛といった辛さのレベルが表示されている。これらは辛味成分（唐辛子由来のカプサイシン、胡椒由来のピペリン）の量を参考に各食品メーカーごとに独自の評価基準を設けて定めているもので、1972年（昭和47年）にエスビー食品が「ゴールデンカレー」に甘口・中辛・辛口の表示を行ったのが始まりとされる。辛さを抑えて子どもも一緒に食べられるようにしたものや、子ども向けのカレーも販売されている。
スパイシーな風味のカレーは、素材の形や味を活かす伝統的な日本料理と対照的であるが、日本で独自に進化したカレーは、西洋料理を日本風にアレンジした洋食の一つとして定着し、トンカツやコロッケと並ぶ三大洋食の一つとされて人気となった。特にインスタントカレーの発明によって、カレーは手軽に作れる家庭料理となり、「国民食」と言われるほどの人気を誇っている。カレーは日本の子どもたちにとっても人気メニューであり、日本食を専門とするリチャード・ホスキングは「小学生はカレーが大好きなので、サマーキャンプやスキーキャンプを計画するとき、少なくとも1回は食事にカレーを入れないとひどくがっかりされる」と語っている。

## 歴史

### 伝来

#### インドからイギリスへ

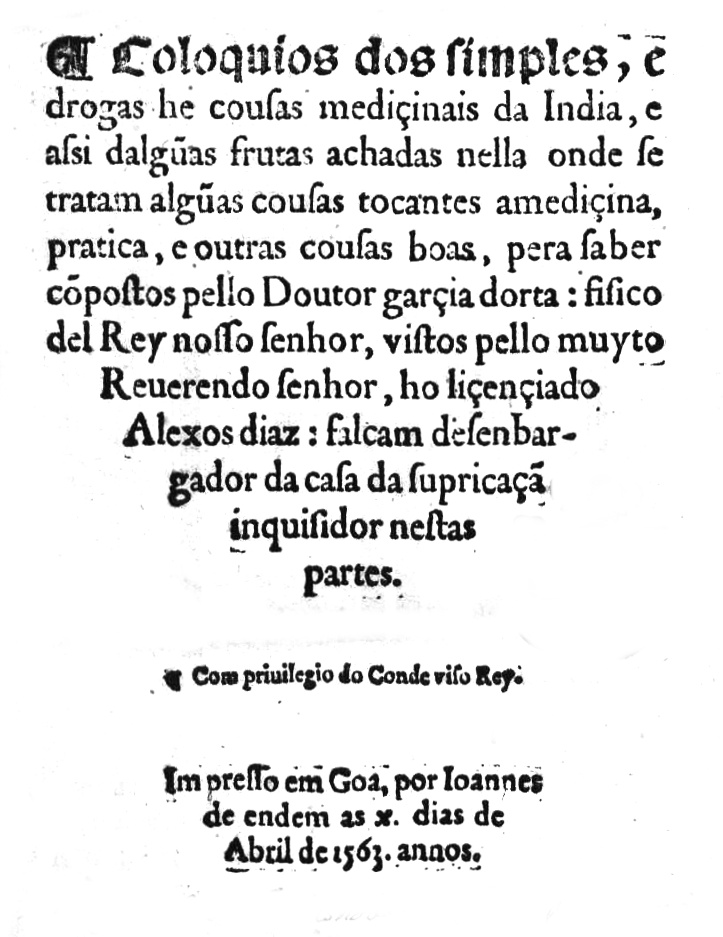
『インド薬草・薬物対話集』

カレーはインド発祥の料理であるが、インドではさまざまな料理に多くの香辛料を使うため、ほうれん草とチーズであれば「サグパニール」、鶏肉を使ってまろやかな味に仕上げれば「チキンコルマ」といった具合に、それぞれの料理にそれぞれ名前が付けられており、総称としての「カレー」にあたる言葉はない。ポルトガル人医師のガルシア・ダ・オルタが1563年に出版した『インド薬草・薬物対話集』で「インド人が『カリール』という料理を作る」と記し、オランダ人旅行家のヤン・ホイフェン・ヴァン・リンスホーテンが1595年から1596年に出版した『東方案内記』の中で香辛料をふんだんに使って米にかけて食べる料理を「カリール」と紹介したのが、ヨーロッパにおける最初期のカレーへの言及とされる。その語源についてはさまざまな説が唱えられており、語源は不明とするものやヒンズー語で香り高いものやおいしいものを意味するTurcarriであるとするもの、修行を終えた仏陀が「カリ」という村で香辛料から作られた長寿の薬を出したことに由来するとする説などもあるが、一般的にはタミル語で「スパイスで味つけした野菜や肉の炒め物」を意味するKarilまたはKariが語源とする説が有力視されている。これは、現代タミル語ではソースや汁を意味する言葉となっている。17世紀初頭にはポルトガル人が特定の料理を「カリル」または「カリー」と呼び、のちにイギリス人が香辛料を多用したインド料理をまとめてCurryと呼ぶようになった。さらに、英語では特にアジアの香辛料を多用した炒め煮料理全般をもCurryと呼ぶようになり、コリーン・テイラー・センは『カレーの歴史』の中でカレーを「スパイスを効かせた肉、魚、または野菜の煮込み料理で、ライス、パン、コーンミールなどの炭水化物が添えられた食べ物」と定義している。

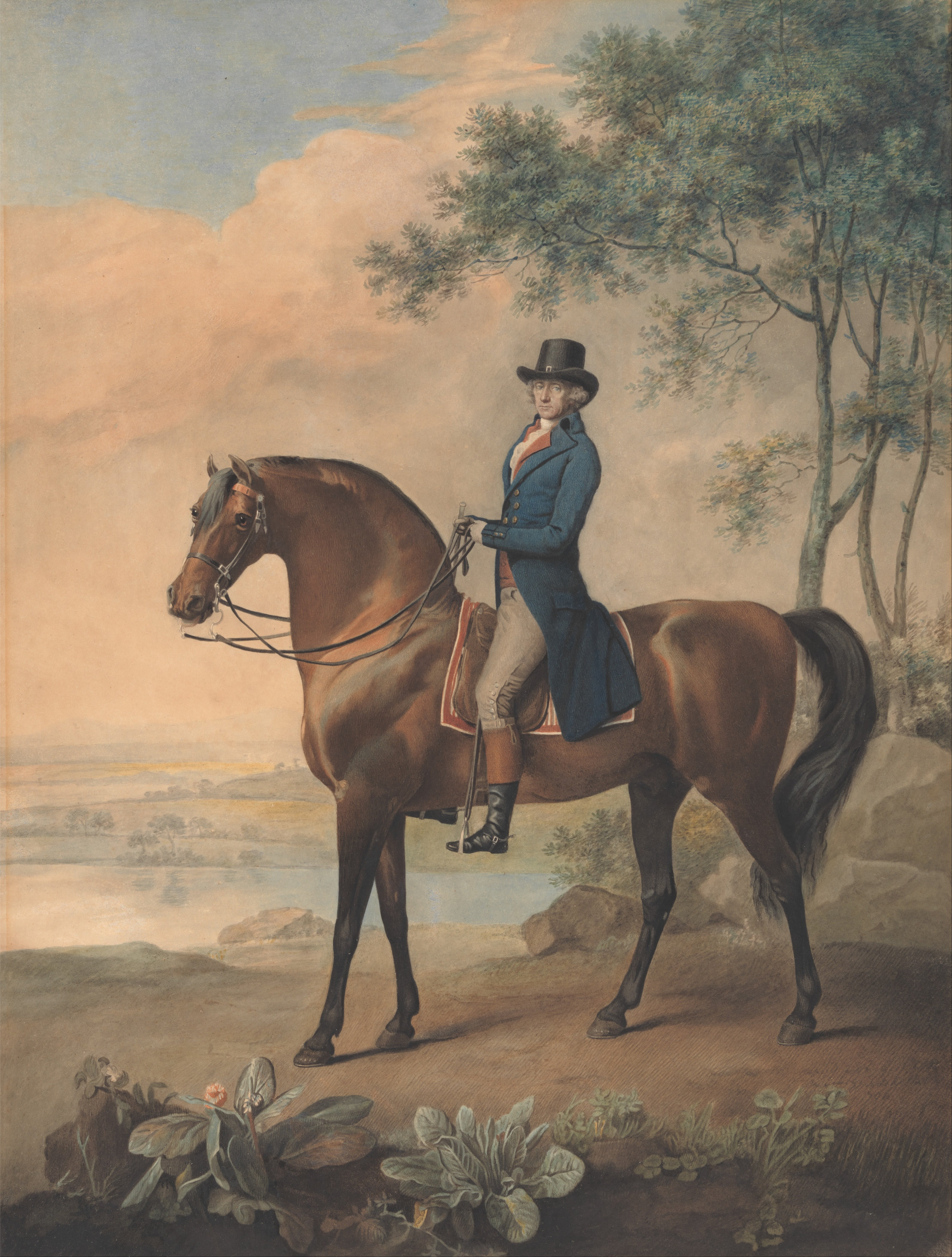
ウォーレン・ヘースティングズ

カレーは、1772年にベンガル知事で翌年初代インド総督となるウォーレン・ヘースティングズが、複数の香辛料とベンガル地方の主食である米とをイギリスに持ち帰ったことでイギリスに伝わった。多量の香辛料を使った野菜の炒め煮を米飯にかけた料理としてイギリスに渡ったカレーは、シチューのように小麦粉でとろみがつけられ、香辛料はイギリス人の味覚に合うように調合された。カレーは、ビクトリア女王にも献上されて好まれたといい、18世紀末にはイギリス社会に少しずつ浸透していった。しかし、もともとインドでは、それぞれの家庭の主婦がさまざまな香辛料の配合を工夫してそれぞれの家庭の味を作り出していたものであり、カレーを一から作るのは非常に手間がかかったため、カレーはイギリスでは上流階級向けの料理となった。こうした状況を受けて、粉状にした香辛料をあらかじめ混合した カレー粉が商品化された。19世紀初頭、エドモンド・クロスとトーマス・ブラックウェルによってクロス・アンド・ブラックウェル（C&B）社が設立され、世界で初めて工業製品としてのカレー粉が開発された。このカレー粉は、一般向けにインドのカレーより辛さを抑えて口当たりを柔らかく調合された。
カレー粉の開発によって、余りもののシチューにカレー粉を加えるだけでカレーを作ることができるようになった。経済的で栄養価も高いと考えられたカレーは、イギリスの家庭に浸透し、さらには世界中に広まっていった。フランスに渡ったカレー粉は、ルーにカレー粉を加えたカレーソースとなり、「カリー・オー・リー」（カレーライス）としてフランス料理に加えられた。大英帝国に広まったイギリス風のカレーは、19世紀にはアメリカやカナダ、オーストラリア、ニュージーランドで酒場の定番メニューとして定着した。こうして、米飯と組み合わせたカレー＆ライスの形で、C&B社のカレー粉とともに、小麦粉でとろみをつけたイギリス風のカレーが日本にも伝えられることになる。
なお、イギリスではカレー粉によって中流階級から労働者階級まで浸透した一方で、上流階級向けに本格的なインド料理店がいくつも開店した。1947年のインドの独立以降には、インドやパキスタン、バングラデシュから多くの移民が押し寄せ、彼らによってカレーハウスと呼ばれる大衆向けのインド料理店が数多く開店した。その結果、イギリスではインド風のカレーが食されるようになり、小麦粉は使用されなくなった。イギリスにおいては、カレーはイギリス料理でも家庭料理でもなく、インド系の出身者が作るインド料理の一つとなっている。

#### 最初期の接触
カレーに最初に言及した日本の文献は、1860年（万延元年）に発行された福沢諭吉の『増訂華英通語』とされている。この中で福沢は、「curry」という単語を「コルリ」と訳しているが、福沢自身がカレーを食したとする記録は残っていない。1864年（文久4年）には、江戸幕府の使節団の一員であった岩松太郎が、渡航中にアラビア人がカレーと思われるものを食する様子を記録している。
日本人で最初にカレーを食べたとされているのは、山川健次郎である。1871年（明治4年）、国費留学生としてアメリカに向かう船の中で、西洋料理が合わなかった山川は、メニューから「ライスカレー」を選んだという。ただし、カレーソースは口にせず米飯だけを食したとされている。また、岩倉使節団に同行した久米邦武も、セイロンで「らいすかれい」を食べたと『米欧回覧実記』に記している。
これらの記録はいずれもカレーに好意的なものではなく、当時の日本人にとってカレーは、西洋の得体の知れない食べ物として敬遠されていたようである。

#### 上陸
カレーが日本に伝来したのは、江戸末期あるいは明治初期である。1854年（嘉永7年）に日米和親条約が、1858年（安政5年）に日米修好通商条約が締結されて鎖国政策が終わると、カレーは、当時インドを植民地支配していた イギリスを通じて、西洋料理の一つとして持ち込まれた。
伝来年には1859年（安政6年）や1868年（慶応3年）など諸説あり、伝来地についても北海道や横須賀、神戸などの説もあるが、一般的には1859年（安政6年）に開港した横浜港にイギリス船によってもたらされたとするのが通説とされている。ビールやアイスクリーム、食パンなど横浜から全国に広まった西洋料理が多いことから、カレーも同様に横浜から広まったとするものである。一方、北海道説では明治維新後にお雇い外国人を通じて日本にもたらされたとされるが、いずれにしても開国後の外国人居留地から広まったのは確からしいと考えられている。なお、カレー粉がイギリスから持ち込まれたのは1870年（明治3年）ともされる。
1871年（明治4年）に肉食が解禁されると、西洋料理店が相次いで開店した。既製のカレー粉を使って簡単にできるカレーは、特にカレーライスが日本人になじみのある汁かけ飯の形態であったことに加えて、独特の香りが西洋文明の香りとして日本人に受け入れられた。とはいえ、この頃はオムレツやカツレツの方が人気であり、また、高級料理だったため一般大衆にはなかなか手の届かない存在であった。カレーはホテルのレストランや西洋料理店で提供されるものであり、一部の上流階級の者だけが食べることができたのである。

### 初期の普及

#### 初期のレシピ
日本語文献にカレーのレシピが登場するのは、1872年（明治5年）発行の『西洋料理指南』と『西洋料理通』である。敬学堂主人によるとされる『西洋料理指南』では「カレー製法ハ葱一茎　生姜半箇　蒜少許ヲ細末ニシ　牛酪大一匙ヲ以テ煎リ　水一合五勺ヲ加エ　鶏　海老　鯛　蛤　赤蛙等ノモノヲ入テ能ク煮　後ニカレーノ粉小一匙ヲ入煮ル　西洋一時間　已ニ熟シタルトキ　塩ヲ加エ　又小麦粉大匙二ツヲ水ニテ解キテ入ルベシ」とされており、仮名垣魯文による『西洋料理通』では「カリド・ウイル・オル・ファウル（カリーの粉にて肉或いは鳥を料理するを云） 冷残の小牛の肉或いは鳥の冷残肉いずれも両種の中有合物にてもよろし　葱四本刻み林檎四個皮を剥き去り　刻みて食匙にカリーの粉一杯　シトルトスプウン匙に小麦の粉一杯　水或いは第三等の白汁いずれにても其中へ投下煮る事四時間半　その後に柚子の露を投混て炊きたる米を皿の四辺にぐるりと円く輪になる様もるべし」とされているのをはじめ、肉や魚を用いた計3種類のカレー料理が紹介されている。
いずれも小麦粉やカレー粉を使用するところに、インドのカレーとは異なるイギリスのカレーの特徴を見ることができる。具材に肉や魚介類に加えて蛙があげられているのは、当時イギリス人が中国人を調理人として雇っていたか、フランス料理の影響ではないかと推測されている。 また、まだ具材としてジャガイモやニンジンは用いられておらず、タマネギではなく葱が使われている。
その後、肉食の浸透とともにさまざまな料理書や婦人雑誌の記事でカレーの作り方が取り上げられ、人気メニューとして広まっていった。西洋料理が普及していく明治30年代になると、タマネギを使用するレシピがあらわれ、スープや牛乳を用いたものや、シチュー鍋といった西洋の調理用具を使う本格的なものになっていった。

#### 札幌農学校での導入

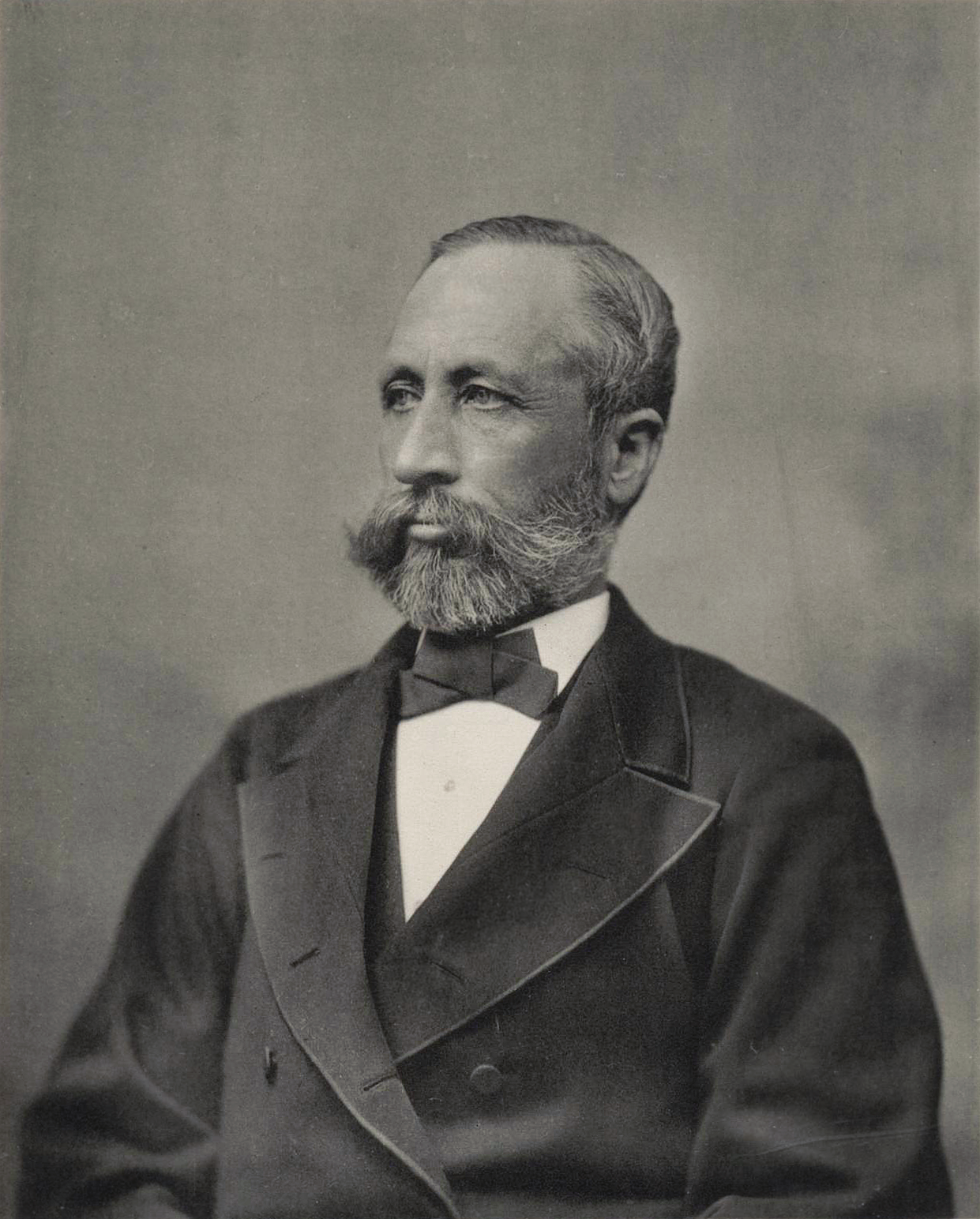
ウィリアム・スミス・クラーク

札幌農学校（現・北海道大学）の初代教頭であるウィリアム・スミス・クラークが「ライスカレー」の名付け親で、生徒にカレーを推奨したとする説がある。1876年（明治9年）に赴任したクラークは、対面した日本の生徒たちの体格が貧弱であったため、食生活の改善を図り、寮での食事を洋食に改めた。そして、カレーライスを「らいすかれい」として生徒に紹介したところ、生徒たちが「らいすかれい」は特別によく食べたことから、寮では一日おきに「らいすかれい」が出されたとされる。寮の廊下に「生徒は米飯を食すべからず。但しらいすかれいはこの限りに非ず」と貼り出したという。
ただし、札幌農学校で食生活改善のために洋食が推奨されたことと寮でカレーが提供されたことは確認できるが、それにクラークが関わっていたかは不明である。また、クラークがライスカレーの語を生み出したとする説の真偽も詳らかではない。
なお、カレーライスは、明治時代には新聞や雑誌でも料理書でも「ライスカレー」と呼ばれていた。「カレーライス」の初出は1912年（明治45年）の婦人雑誌『女鑑』であるとされ、この後、大正時代になると「カレーライス」と呼ばれることが一般的になった。

#### 陸海軍での導入

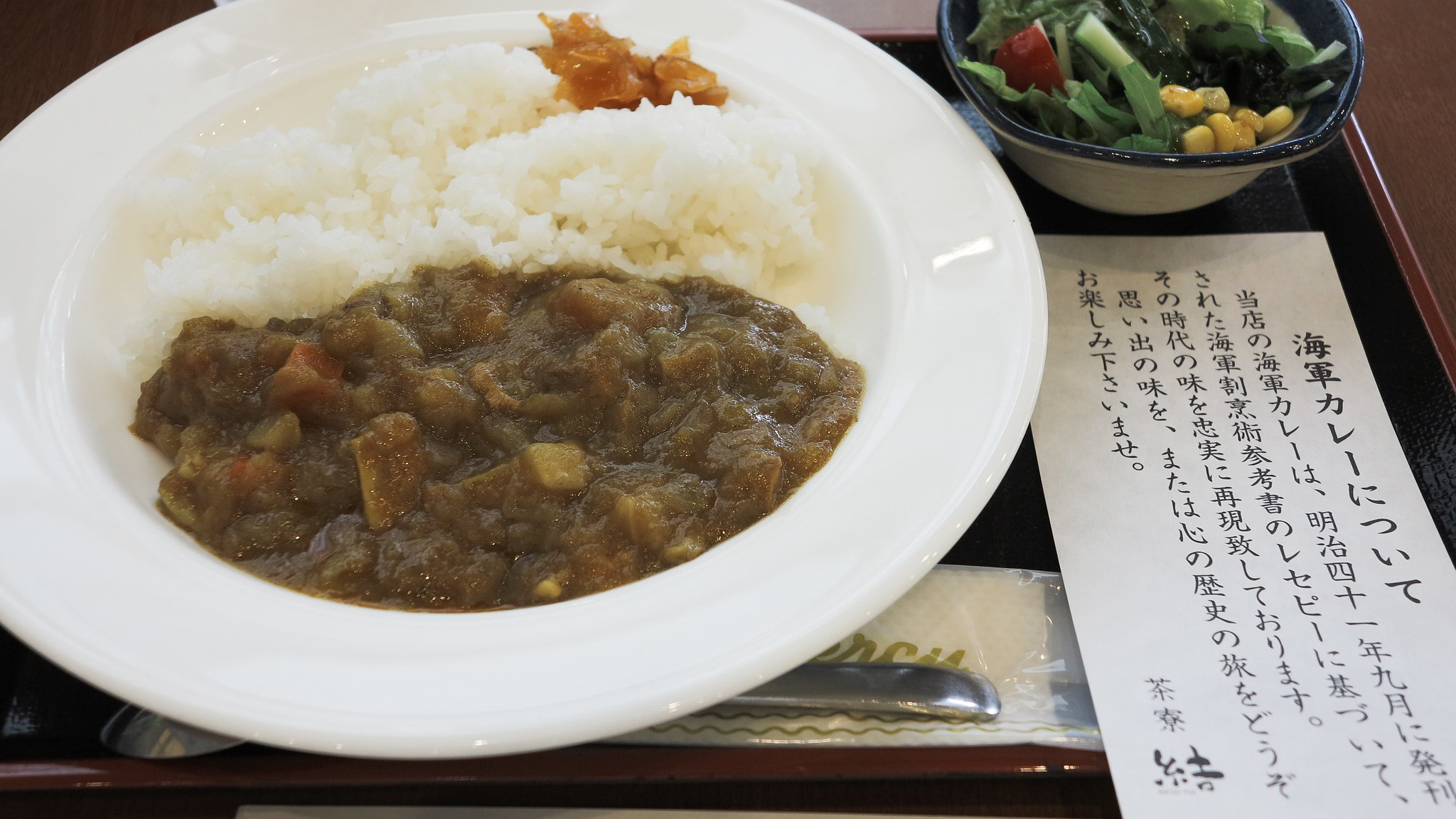
『海軍割烹術参考書』（1908年）のレシピに基づいて忠実に再現した「海軍カレー」

カレーが日本人に人気が出始めたのは、日本軍で採用されてからである。体格向上のために肉食を推奨していた日本軍では、大きな鍋に肉や野菜を入れて煮込むだけで大人数分が一度に作れ、一皿で肉と野菜と米が摂れて栄養バランスが良く、安上がりで食べ応えもあり、片付けも楽なライスカレーは、理想的な軍隊食として採用された。1873年（明治6年）、ライスカレーは陸軍幼年学校のメニューとして取り入れられ、毎週土曜日がカレーの日とされた。日清戦争では軍隊食としてカレーが重宝されたとされ、1910年（明治43年）発行の陸軍省検閲済『軍隊料理法』や1918年（大正7年）発行の海軍教育本部編『海軍五等主厨厨業教科書』にカレーの作り方が掲載されている。
特に大日本帝国海軍では、イギリス海軍でカレーが出されていたことに倣って狭い厨房でも大人数分作れる料理として導入されたが、脚気対策としても推奨された。日本では江戸時代から脚気が蔓延していたが、特に日本軍においては罹患率が高かった。玄米が常食であった時代、三食白米が食べられると集められた兵士たちは、ビタミンB1やタンパク質が不足していたのである。脚気の原因は栄養不足にあると考えた海軍軍医の高木兼寛は、麦飯を使用した肉や野菜の豊富なライスカレーを推奨した。当初は、当時陸軍軍医総監を務めていた森鴎外が細菌原因説を採っていたため相手にされなかったが、実際に海軍で患者の症状が改善し患者数が減少したことから評価は一変した。後に高木は海軍における脚気撲滅の功により男爵に叙せられ、「麦飯男爵」と呼ばれた。
なお、海上自衛隊では毎週金曜日にカレーが食べられている。これは、海上に出ると曜日感覚がなくなるため、毎週同じ曜日に同じメニューを食べることで曜日感覚を取り戻すためと言われることも多い。ただ、海上幕僚監部広報室によると、もともと週休二日制が導入されるまでは土曜日の昼がカレーであったという。土曜日は大掃除の日で午後は半休であったことから、作るのも片付けるのも簡単なカレーがメニューとして採用されたもので、週休二日制が導入されて土曜日が金曜日に変更されたものとしている。

### 洋食化と一般化

#### 具材の変化
ジャガイモとタマネギは江戸時代にオランダ人によって日本に持ち込まれていたが、ジャガイモが救荒植物として栽培された程度で、本格的な栽培が始まったのは、明治時代に入って北海道の開拓が進むようになってからであった。ジャガイモの生産量が初めて20万トンを超えたのは1897年（明治30年）であり、それでもサツマイモに比べて10分の1程度であったが、その後の10年間で急速に栽培が広がって50万トンから60万トンに達した。タマネギは明治初期には外国人居留地の需要にも足りない程度の生産量しかなく一般には出回らなかったためカレーにはネギが使用されており、1886年（明治19年）になってカレーのレシピにタマネギが登場するようになる。また、東洋系のニンジンは江戸時代に日本に伝わっていたが、西洋系のニンジンがもたらされたのは明治に入ってからで、これもオランダ人によってもたらされたと考えられている。
これら西洋野菜であるジャガイモ、ニンジン、タマネギが日本のカレーの具材の定番となるのは、明治時代後半から大正時代にかけてである。なお、肉は牛肉や鶏肉が使われていたが、日清戦争・日露戦争で牛肉の大和煮の缶詰が大量に戦地に送られて牛肉の価格が高騰したことから、豚肉もカレーに使われる肉の定番の一つとなった。

#### 一般大衆への普及
大正時代になると、都市部の人口が急激に増えてサラリーマンという階層が形成され、彼らを対象とする大衆食堂が増加した。西洋料理は日本人の口に合うようアレンジされた洋食と呼ばれるようになって、大衆的な洋食屋も生まれはじめた。カレーも、1893年（明治26年）に鰹節の煮汁や醤油を使用するレシピが現れると、大正時代にはこうした調味料の使用が広く行われるようになり、日本生まれの三大洋食の一つとしてカツレツやコロッケとともに普及していった。また、カレーソースと米飯を別にしていた盛り付けは、明治時代後期には米飯の上からかけるスタイルに変わっている。
1923年（大正12年）の関東大震災以降、こうした流れはさらに加速する。1924年（大正13年）、「簡易洋食」を看板とする「須田町食堂」（現・聚楽）が東京・神田須田町で開業。「ウマイ、ヤスイ、ハヤイ」を掲げた気軽に食べられる洋食は評判となり、半年で京橋に支店を開店し、翌1925年（大正14年）にはさらに4店を出店した。ここでの人気メニューはライスカレーとカツレツであった。また、1918年（大正7年）の米騒動に続く物価高騰、その後の不況などで増加した失業者に対する社会事業として全国の都市に開設された公設食堂でも、ライスカレーは人気メニューであった。
カレーは、この頃には、都市部の中流階級を中心に、料理書や料理学校を通じて、洋食店だけでなく家庭料理としても食べられるようになっていった。イギリスから伝来したカレーは、50年前後を経て日本のカレーとして定着したのである。

#### 普及の背景
カレーが急速に日本人に受け入れられた理由については、いくつかの考察がなされている。まず時代背景として、明治時代から大正時代にかけての日本には、文明化のために西洋のものを積極的に吸収しようとする姿勢があったことが挙げられる。それまで日本料理で使われていなかったジャガイモやタマネギといった西洋野菜や、鶏肉や牛肉、豚肉を材料に使うカレーは、その独特の香りと相まって、西洋文明の味と香りと受け止められた。そして、カレーの作り方は肉じゃがのような煮物と似ていた。肉を少量しか使わなくてもカレー粉さえあればそれなりの味になるカレーは、経済的でもあった。カレーは、簡便に作れる西洋料理として普及したのである。
カレーが、イギリス料理として、日本人になじみのある汁かけ飯スタイルのカレーライスとして伝わったことも大きいと考えられている。日本人にとって親しみのある米飯に合う西洋料理として自然に日本人の間に溶け込み、米飯の上にカレーがかかったカレーライスは、日本の文化と西洋の文明の融合ともとらえられた。江戸風俗研究家でエッセイストの杉浦日向子は、米飯に汁物をかける「ぶっかけ飯」と小麦粉でとろみをつけた汁を麺にかける「あんかけ麺」が江戸時代から庶民に親しまれていたことが、カレーという「あんかけ飯」が受け入れられ国民食と呼ばれるまでに普及した背景にあるのではないかと指摘している。食に関する多くの著述のあるライターの澁川祐子は、この杉浦の指摘を受ける形で、「『米と一緒に食する西洋料理』として入ってきたからこそ、『新鮮でありながら親しみもある』という絶妙な距離感が生まれ、人々の関心を引くメニューとなった」とし、「もしカレーが『カレー＆ナン』の形でインドから直輸入されていたら、日本でこれほど定番メニューになったかどうか」と論じている。
また、カレーの持つアレンジの容易さを指摘する見解もある。カレーはスパイスの集合体であることから力強い味であり、何と合わせてもカレーと分かる。スパイスの配合を変えることで味が調整でき、さまざまな応用が可能である。カレーは日本で、鰹節や醤油を用いるなど日本人の口に合うようにアレンジされた「洋食」となり、日本の気候にもあった味の「日本のカレー」となっていた。そして、醤油と相性の良いカレーは、カレーうどんなどへと展開していくのである。

### 展開

#### 国産カレー粉
日本におけるカレー粉の歴史は、1890年代後半から1900年代にかけてC&B社のカレー粉の本格的な輸入から始まったが、日本の各社も国産のカレー粉の開発に取り組んだ。1903年（明治36年）、大阪・道修町で薬種問屋今村弥（現・ハチ食品）を営んでいた今村弥兵衛が、国産初のカレー粉「蜂カレー」を発売。「洋風どんぶり　家でも作れまっせ！」の宣伝文句で売り出すと、大ヒットとなった。今村は、暗い蔵の中でカレー粉を開発中に、ふと見上げた窓にハチが止まり朝日を受けて金色に輝いていた光景にちなんで「蜂カレー」と名付けたという。
「蜂カレー」のヒットを受けて、1923年（大正12年）には日賀志屋（現・エスビー食品）が、1926年（大正15年）には浦上商店（現・ハウス食品）が、1929年（昭和4年）には弘木屋（のちのメタル食品）が、1930年（昭和5年）にはキンケイ食品が、それぞれ国産カレー粉の販売を開始するなど、他の薬種問屋などが相次いで参入した。日賀志屋の山崎峯次郎とキンケイ食品の森村国夫は、それぞれ子どもの頃に食べたカレーの味が忘れられずにカレー粉の開発に取り組んだと語っている。ただし、当時の国産カレー粉の中には、輸入したカレー粉を混ぜ物で増量しただけのものを国産と称して販売するものも少なくなかったという。
また、1906年（明治39年）、東京・神田の一貫堂が「カレーライスのたね」を発売。これは、カレー粉を肉などとともに混合乾燥して固形化し、湯で溶かすとカレーになるというものだったとされ、のちのインスタントカレーの元祖と言われている。また、大正時代に入ると、東京・日本橋の岡本商店が「ロンドン土産即席カレー」を発売している。粉末状で、湯で溶かしてから肉や野菜を煮込むとカレーが簡単にできるというもので、1缶15人前で30銭だった。こちらは、のちのインスタントカレールーの原形とされ、これらは、太平洋戦争後の固形カレールーの開発へとつながっていく。
第一次世界大戦頃からの需要増に応え、高価なC&B社のカレー粉に替わって次第に受け入れられていった国産のカレー粉だったが、それでも一流の洋食店ではC&B社のカレー粉を使うことにこだわり、国産のカレー粉は質の劣るものとみなされていた。そのような1931年（昭和6年）、「C&Bカレー粉偽装事件」が発覚。C&B社の空き缶に国産カレー粉を入れて販売していたとして業者が摘発されたのである。しかし、国産カレー粉を使いながら長期間偽物と気づかれなかった事実から、国産カレー粉がC&B社のカレー粉と遜色のないことが証明される形となり、逆に国産カレー粉の評価を高めることとなった。この事件によって、C&B社のカレー粉と比べて安価だった国産カレー粉は、一般家庭はもとより飲食店にも広まっていった。日本人の嗜好に合わせて作られた国産カレー粉は、カレーが高級食から大衆食へと転換する契機となり、カレーうどんなどの誕生につながっていく。

#### カレーうどんとカレーパン
この頃から、カレーを使った日本独自のメニューが次々と考案されるようになった。その嚆矢はカレーうどん（カレー南蛮）である。鰹節や醤油のだし汁にカレーを加え、片栗粉でとろみをつけて、うどんやそばにかけたものである。発祥には諸説あるが、東京・早稲田の「三朝庵」または大阪・谷町の「東京そば」（のちに移転し、現在の東京・上目黒の「朝松庵」）であるとされる。「三朝庵」説では1904年（明治37年）頃、「東京そば」説では1909年（明治42年）のこととされる。カレー丼も、「東京そば」の角田酉之介がカレー南蛮とともに売り出したとされる。関東大震災頃からカレーうどんは人気となり、昭和初期には、カレーは、カレーライスとしてよりカレーうどんとして食される方が一般的だったともされる。
カレーパンの発祥にも諸説あるが、1927年（昭和2年）に、東京・深川の「名花堂」（現・カトレア洋菓子店）が考案したとされる。カレーに水分が多く焼きにくかったため、カツレツを参考に、パンの中にカレーを入れ油で揚げる調理法としたという。これは、実用新案として登録され、当初は「洋食パン」の名で売り出された。パンの中にカレーを入れるという斬新な発想は、たちまち大ヒットとなったとされる。

#### 戦前のレストラン
次第に庶民に親しまれるようになったカレーは、レストランの人気メニューとなっていく。中でも、カレーを目玉メニューとして取り扱ったのが、「新宿中村屋」と「資生堂パーラー」、「阪急百貨店」であった。
「新宿中村屋」を通じて日本に本格的なインドカレーを伝えたのが、インドの独立運動家ラース・ビハーリー・ボースである。インド総督襲撃事件に関与したボースは1915年（大正4年）にインド政府からの追及を逃れて日本に亡命したが、当時イギリスと日英同盟を結んでいた日本政府は、同盟国の顔色を窺ってボースに国外退去を命じた。これを知ってボースを匿ったのが、「新宿中村屋」の創業者の相馬愛蔵・黒光夫妻であった。菓子やパンの製造販売を行っていた「新宿中村屋」は、1927年（昭和2年）に喫茶部を設けることとなり、ボースはそこのメニューに「純インド式カリー」を加えることを提案した。ボースは、イギリス経由で伝来したカレー粉に小麦粉を加えてとろみをつける日本のカレーが不満だった。「新宿中村屋」の「純インド式カリー」は、小麦粉ではなくブイヨンにヨーグルトと炒めタマネギでとろみをつける本場インドのカレーであった。銭湯が5銭、洋食屋のカレーが10銭前後だった時代に、「純インド式カリー」は80銭で提供された。当初は骨付き肉にスパイスの強烈な香りという「新宿中村屋」の「純インド式カリー」に戸惑う客も多かったというが、次第に評判が評判を呼んで人気メニューとなり1日で200食が売れたという。インドカレーは「中村屋カレー」として知られるようになり、「新宿中村屋」は、日本における本格的なインドカレー店の先駆けとされている。
1928年（昭和3年）、東京・銀座に「資生堂パーラー」が開店し、カリーライスを50銭で提供した。米飯とカレーを別盛りにし、薬味としてショウガや、酢漬け、福神漬け、ラッキョウといった漬物を添えたのが特徴であった。特に家族連れでにぎわう土曜日や日曜日にはカレーは大人気メニューであった。
1929年（昭和4年）には、大阪・梅田に「阪急百貨店」が開業。創業者の小林一三は、開業前、ヨーロッパへ向かう船上で食べたカレーが美味であったことに目をつけた。船のコックに頼み込んでカレーの作り方を教えてもらい、百貨店の食堂の目玉メニューとして売り出した。20銭で販売されたライスカレー（コーヒー付き）は人気を博し、大ヒットとなった。百貨店の増築に合わせて食堂も拡張し、1932年（昭和7年）に客席面積1000坪超となり日本一の広さを誇った「阪急百貨店」の食堂では、1937年（昭和12年）7月には1日1300食のライスカレーを売り上げたという。また、「阪急百貨店」では、世界恐慌の影響でライスカレーを食べられない者に向けて、より安価でカレーを食べた気分になれるメニューとして、米飯にソースをかけただけの「ソーライス」も販売されていた。

### 戦時下
第二次世界大戦がはじまると、英語は敵性語として禁止され、「カレーライス」は「辛味入汁掛飯」と呼ばれた。1941年（昭和16年）になると食料統制で軍需用以外のカレー粉の製造販売が禁止された。それでも「辛味入汁掛飯」は、軍において人気メニューであり続けた。
カレー粉の製造販売が解禁されるのは、終戦後の1946年（昭和21年）になってからである。1933年（昭和8年）に「白缶カレー粉」を発売していた日賀志屋（現・エスビー食品）は、1950年（昭和25年）に戦後復興に向けたエネルギーの象徴として赤色を採用した「赤缶カレー粉」を発売した。「赤缶カレー粉」は、その後、日本の定番のカレー粉として定着した。

### 第二次世界大戦後

#### 学校給食
終戦後、日本のカレー文化は再び活況を呈するようになる。太平洋戦争前は、カレーの大衆化はまだまだ都市部に限られていたが、日本各地から集められ軍でカレーの作り方を覚えた兵士たちが、終戦によりそれぞれの故郷に帰って家で作ったことで、カレーは全国に広まっていったとされる。食通としても知られた映画監督の山本嘉次郎は、著書『日本三大洋食考』の中で、「ライスカレーが一般化したのは軍隊のおかげだという説がある」と紹介し、簡単に作れるライスカレーは「地方の青年が入隊して、軍隊でカレーの味と作り方をおぼえて、それを農村に持ち帰った。農繁期のときなんか、とくに便利である。 ちかごろ、農村ではライスカレーが流行っている。」と記している。食文化史が専門の小菅桂子も、著書『洋食物語大全』の中で、「戦前の日本青年に軍隊がカレー普及に大きな貢献をしたことは確かであろう」としている。
それとともに、終戦後にカレーが日本中に広まるきっかけとなったのが、学校給食であった。学校給食で最初にカレーが登場したのは1948年（昭和23年）とされる。東京都内の学童用にとメーカーが提供したカレー粉を使い、塩とカレー粉で味付けしただけのスープやシチューであったが、児童には好評であったとされている。一部の地域で始まった学校給食は、1952年（昭和27年）4月には全国の小学校に広がり、カレーは子どもたちの人気メニューとなった。
米飯給食の試験導入が始まった1970年（昭和45年）以降、カレーライスも学校給食で提供されるようになった。これには、インドが大量のスパイスを提供したことや、カレー業界がカレーを広めようとしたことが背景にあったと言われている。その後、学校給食のカレーは多様化し、ダルカレーやフィッシュカレー、キーマカレーとナンのセットなども提供されている。
学校給食でカレーに親しんだ子どもたちは、大人になってからもカレーを好んだ。そして、家庭でもカレーを作り、その子どもたちもそのカレーを食べて育つことで、カレーは世代を超えて親しまれる食べ物となっていった。

#### 固形カレールー
1945年（昭和20年）、オリエンタルが「即席カレー」を発売した。これは粉末状のインスタントカレールーで、家庭で気軽にカレーを作れるとして人気商品となった。1952年（昭和27年、1950年との説がある）にはベル食品（現・ベル食品工業）が「ベルカレールー」を発売。菓子メーカーだったベル食品はカレールーを板チョコの形状の固形とし、「ベルカレールー」は1枚で8人分、4つに割って使うことができた。
1954年（昭和29年）になるとエスビー食品が「ヱスビーカレー」を、1960年（昭和35年）にはハウス食品が「印度カレー」、江崎グリコが「グリコワンタッチカレー」を、1961年（昭和36年）には明治製菓が「明治キンケイカレー」を発売するなど、昭和30年代半ば以降、固形カレールーがブームとなり新商品が次々と発売された。その中でも、包丁で削って使っていた固形カレールーを、プレート状にしたワンタッチカレーは、簡便さから家庭に受け入れられた。1963年（昭和38年）には、ハウス食品が、辛いものが苦手な人や子どもも食べられるようにと考案された「バーモントカレー」を発売。リンゴ酢とはちみつを使う「バーモント健康法」にちなんでリンゴとはちみつを加え、カレーの風味を残しつつ比較的マイルドで甘い味わいは、西城秀樹が歌う印象的なテレビCMとともに、幅広い世代に受け入れられた。
日本独自の固形カレールーは、材料を煮込んだ後に加えるだけで簡単にカレーを作ることができた。料理に簡便さが求められるようになった戦後復興期、カレー粉を計量する手間がかからず使い勝手も良い固形カレールーは主婦の支持を受け、日本におけるカレーの普及をさらに後押しした。1965年（昭和40年）に約3万3000トンだった固形カレールーの生産量は、1975年（昭和50年）には約8万6000トン、1995年（平成7年）には約10万2000トンに達した。食文化史が専門の小菅桂子は「この簡便な即席固形ルウを抜きにして日本のカレー史を語ることはできない」と評している。

#### レトルトカレー

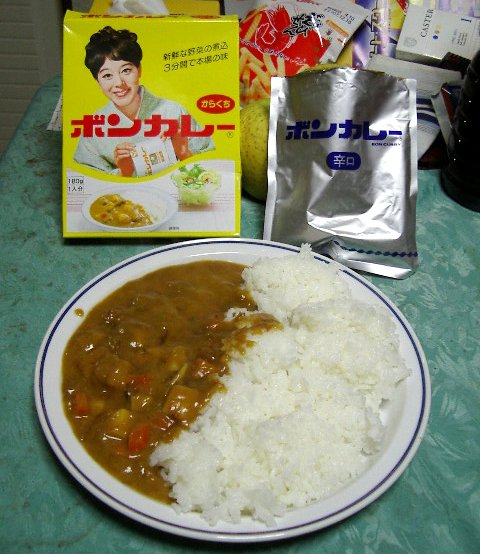
大塚食品「ボンカレー」

1968年（昭和43年）2月12日、大塚食品工業が、世界初の市販レトルト食品となる「ボンカレー」を発売した。アメリカ陸軍が開発した真空パックに入った携帯食用のソーセージの記事がヒントとなったといい、「お湯で温めるだけ」のカレーをコンセプトに開発された。当然、軍事技術であったレトルトパウチの製法の詳細は明かされておらず、大塚食品工業では一からの開発を余儀なくされた。幸い医療用の点滴薬を製造していたグループ企業があったことから、その高温殺菌技術を活用して自前でレトルト釜を製作。温度や圧力、包材の耐久性などの数々なテストを繰り返して発売にこぎつけたものだった。
湯煎して米飯にかけるだけでカレーライスができるという「ボンカレー」は画期的な商品であり、パッケージも、女優の松山容子を起用し、「牛肉100% 新鮮な野菜の煮込 3分間で本場の味」というキャッチコピーを添えた斬新なものであった。「ボンカレー」は、レストランのカレーライスが100円前後であった時代に、80円の定価で売り出された。しかし、発売当初は、できあがっているカレーが長期保存可能ということに、むしろ抵抗感を感じる人が多く、あまり受け入れられなかったという。転機は1969年（昭和44年）のアポロ11号の打ち上げであった。これに搭載されたことでレトルト食品が広く知られるようになり、大塚食品工業が「宇宙食が開発のヒント」と謳ったことで注目された。ちょうど高度経済成長期で人々の生活が大きく変化した時期にあたり、効率化が求められた時代背景もあって、レトルトカレーは広く普及していくようになった。なお、のちにレトルトカレーは実際に宇宙食に採用され、1997年（平成9年）に毛利衛が初めて宇宙でカレーを食している。
「ボンカレー」の成功を受けて、他社も次々と参入した。ハウス食品は1971年（昭和46年）に「ククレカレー」の販売を開始。「調理しない」というクックレスから命名された。マイルドな味と程よいスパイシーさが消費者に受け入れられ、「おせちもいいけどカレーもね」のテレビCMが話題となったこともあって、一躍レトルトカレーのトップに立った。その後、特徴のあるレトルトカレーの発売が続いた。江崎グリコは辛さにこだわった「LEE」を開発。唐辛子と胡椒の辛み成分の総量を基準とする辛さの表示に倍率を用い、同社の辛口に相当するものを1倍として、10倍や20倍といった商品を販売している。発売当初は1倍も販売していたという。明治製菓は、キンケイ食品が1930年（昭和5年）に発売したカレー粉「ギンザカレー」の復刻版という謳い文句で、1994年（平成6年）に「銀座カリー」を発売した。一晩煮込んだブイヨンをさらに牛肉と香味野菜で煮出した二段仕込みブイヨンを使用し、まろやかなコクと甘みのソテーオニオンと特製のスパイスを加えた滑らかなルーが特徴とされている。さらに、有名店のカレーの味を再現したものや、素材にこだわったもの、海外のカレーを模したものなど多様なカレーが商品化されていった。個食化の進行や単身世帯の増加もあってレトルトカレーの市場は年々拡大した。
また、包材にも改良が続けられた。「ボンカレー」の発売当時の袋はポリエチレンとポリエステルの2層からなる半透明の袋で、賞味期限は、冬場は3か月、夏場は2か月であったが、1969年（昭和44年）に間にアルミを挟む3層構造とすることで2年の賞味期限を実現した。さらにのちには、箱に入れたまま電子レンジで温めることができる商品も開発されている。

#### カレー専門店
「新宿中村屋」のラース・ビハーリー・ボースと並び、日本における本格的なインドカレーの普及に貢献した人物としてA・M・ナイルが挙げられる。1928年（昭和3年）に日本に留学したナイルは、ボースとともに日本でインドの独立運動を展開したほか、極東国際軍事裁判で判事を務めたラダ・ビノード・パールの通訳を務めた。ナイルはインド独立後も日本に残り、日本とインドの友好に尽くした。ナイルは「日印親善は台所から」の信念の下、1949年（昭和24年）東京・銀座に「ナイルレストラン」を開業。これが日本で最初のインド料理店とされる。このほか、インドから輸入したスパイスを独自に調合したカレー粉「インデラカレー」を販売した。「インデラカレー」はロングセラー商品となり、「ナイルレストラン」もカレー専門店の老舗として長く人気を保っている。また、ナイルに対しては、長年日印親善に尽くした功績が認められ、勲三等瑞宝章が授与された。
1973年（昭和48年）には東京・神保町に「ボンディ」が、1978年（昭和53年）には「カレーハウスCoCo壱番屋」1号店が開業、カレー専門店が日本に定着する。その後、バブル景気の時代には、インドカレーの他にも、タイカレーなどの東南アジアのカレー店が増えていった。

### 2000年代以降
2000年代には、寿司や天ぷらよりもカレーの方が頻繁に食べられるようになった。2001年（平成13年）には、横浜に「横濱カレーミュージアム」がオープン（2007年（平成19年）まで）。カレーの歴史を学べる展示や、カレーやカレー粉を使った多様な料理を味わえるフードコートを備え、サリーを着たスタッフが話題になった。同ミュージアムに出店したカレー専門店は注目され、大手食品メーカーからそれらの店が監修したレトルトカレーが発売されることもあった。また、札幌の「マジックスパイス」が同ミュージアムに出店するとスープカレーブームが起こり、首都圏にもスープカレー専門店が続々と開店した。その後も、さまざまなカレーが流行しブームとなっている。カレーうどん誕生100周年とされる2003年（平成15年）には記念のイベントやキャンペーンが開催され、これまでにないカレーうどんが各所で考案された。2007年（平成19年）にはカレー鍋が、2008年（平成20年）にはキーマカレーが、2015年（平成27年）には金沢カレーがブームとなっている。

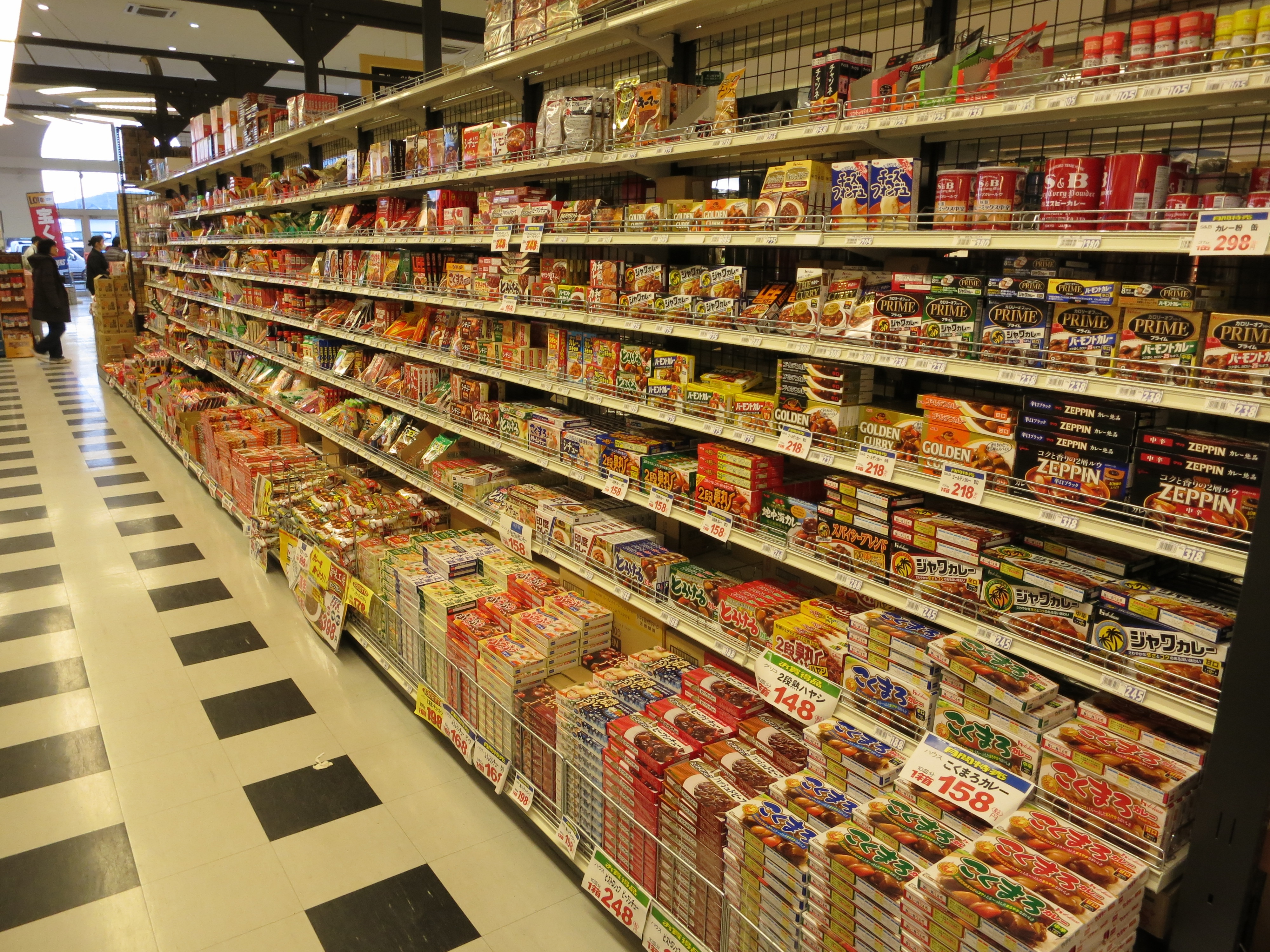
日本のスーパーマーケットのカレー売り場

農林水産省の「カレー生産実績調査結果」によると、日本におけるカレー関連商品の生産は、2008年（平成20年）時点で25万6172トン、1505億8900万円に上る。この時点で最も多かったのは固形カレールーで、次いでレトルトカレー、カレー粉の順であった。2007年（平成19年）時点では固形カレールーの国内出荷額は827億円、家庭用シェアは、ハウス食品（59.0％）、エスビー食品（25.8％）、江崎グリコ（9.4％）でほぼ独占していた。また、2007年（平成19年）のレトルト食品の売り上げに占めるレトルトカレーの割合は3割以上と、単一カテゴリーとしては最大であった。レトルトカレーの売上額が固形カレールーを逆転するのは、2017年（平成29年）以降である。ただ、一人であればレトルトカレーを食べるが、家族や友人とだったら手作りしたいとして、固形カレールーの人気も根強い。
また、テレビゲームやアニメのキャラクターを使った子ども向けのカレーも販売されている。「カレーの王子さま」シリーズは、「安全・安心、健康・栄養」をコンセプトに離乳食後の1歳から食べられる「はじめてのカレー」として開発され、アレルギー特定原材料不使用や国産緑黄色野菜使用などの商品を展開している。
生産と消費は米どころで共働きが多い本州日本海側で多い。ITMediaの2023年の調査では、カレー生産量では石川県、カレー消費量では新潟県が一位で、生産消費総合ランキングでは石川県、鳥取県、島根県、山形県、北海道、佐賀県、新潟県と続く。総務省が都道府県庁所在地と政令指定都市を対象に行っている「家計支出調査」では、カレールーの購入金額と購入数量の平均は、鳥取市が2016年（平成28年）から2018年（平成30年）までの3年連続をはじめとしてたびたび1位となっている。鳥取市でカレーの消費が多い理由について、カレー研究家で横濱カレーミュージアムの責任者を務めた井上岳久は、太平洋戦争後に鳥取にイギリス軍が駐留していたこと、古くから米どころとして知られていること、付け合わせのラッキョウの生産量が日本一であること、女性の就業率が高いことなどが影響していると考えられると指摘している。
イギリスから日本にもたらされたカレーは、明治、大正、昭和を通じて徐々に浸透し、国民食と呼ばれるまでに日本に定着した。カレーライスをはじめカレーパンやカレーうどんなどのほか、カレー味の惣菜や菓子などさまざまなカレー食品が日本中に流通している。

## 種類

### 米飯料理

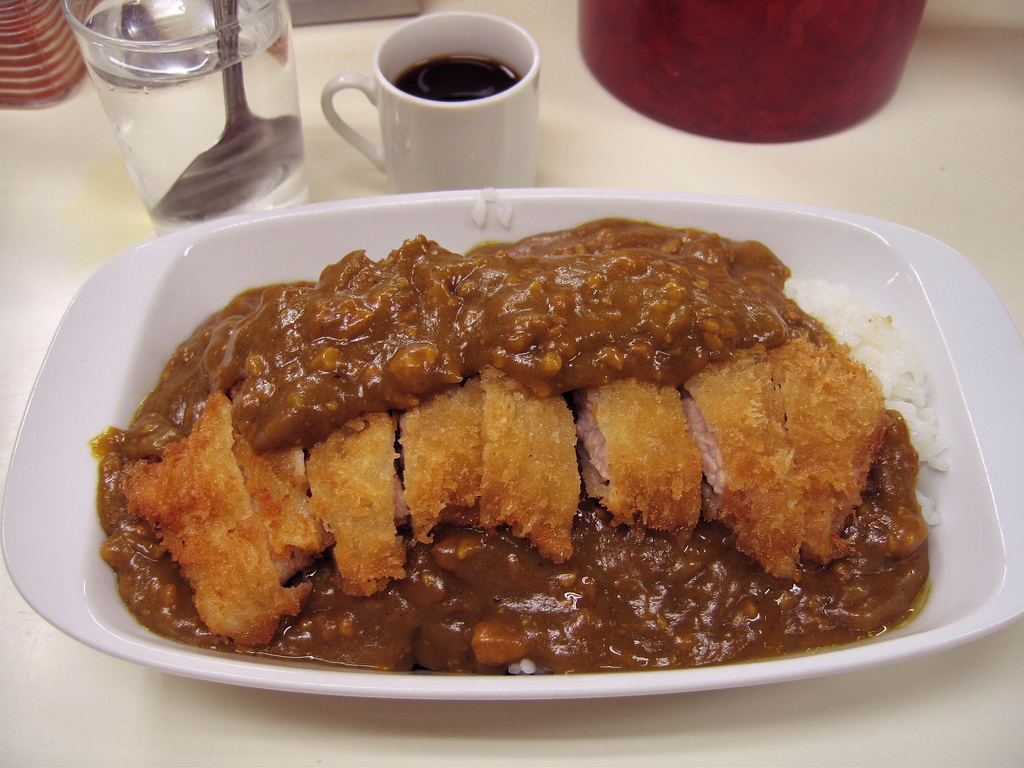
東京都千代田区神田神保町のカツカレー

- カレーライス：炊き上げたジャポニカ米にカレーソースをかけたもの[12]。イギリスから伝わった「カリードライス（Curried rice）」が原形[161]。日本で最も一般的なカレー料理である[12]。「ライスカレー」と呼ばれることもあったが、昭和30年代以降に「カレーライス」の呼び方が一般的になったと推定されている[161]。
  - カツカレー：カレーライスにパン粉で揚げたカツレツ（通常は豚肉または鶏肉）を載せたもの[162][163]。メンチカツや牛カツが使われることもあるほか、キャベツの千切りがともに載せられることもある[163]。1918年（大正7年）に東京・浅草の「河金」が起源とする説と[111][163]、「別々に食べるのは面倒だから」という読売ジャイアンツの千葉茂選手のために東京・銀座の「銀座スイス」が1948年（昭和23年）に出した特別メニューが元祖とする説がある[163]。カレーライスのトッピングの定番であり[163]、「勝つ」のゲン担ぎで受験前や試合前に食されることもある[164]。
  - コロッケカレー：カレーライスにコロッケを載せたもの[12]。
  - 混ぜカレー：あらかじめ米飯とカレーソースを混ぜてあるもの[32]。1910年（明治43年）創業の大阪・難波の「自由軒」が考案した「名物カレー」が著名[12]。炊飯器がなかった時代に[12]「どっちみち、カレーとご飯まぜるのやったら、はじめから混ぜといて、熱々を食べていただくのがよろし…」と考案されたという[165]。「自由軒」の「名物カレー」には生卵が載せられている[165]。
- カレー丼：丼に盛った米飯に、和風だしを使ったとろみのあるカレーソースをかけたもの[166]。大阪・谷町にあった「東京そば」（現在は東京・目黒の「朝松庵」[167]）が1909年（明治42年）に売り出したとされる[168]。カレー南蛮のソースを使ったもので、そば屋のメニューとなっていることが多い[166]。
- ドライカレー：ひき肉を用いた汁気のないカレーライス[169][170]。インドのキーマカレーを原形として日本でアレンジされたもの[169][170]。1910年（明治43年）頃に、日本郵船の「三島丸」のシェフが作ったのが始まりとされる[169][170][171]。このほか、カレー味のチャーハンやカレーピラフもドライカレーと呼ばれる[170][171]。

### 麺料理

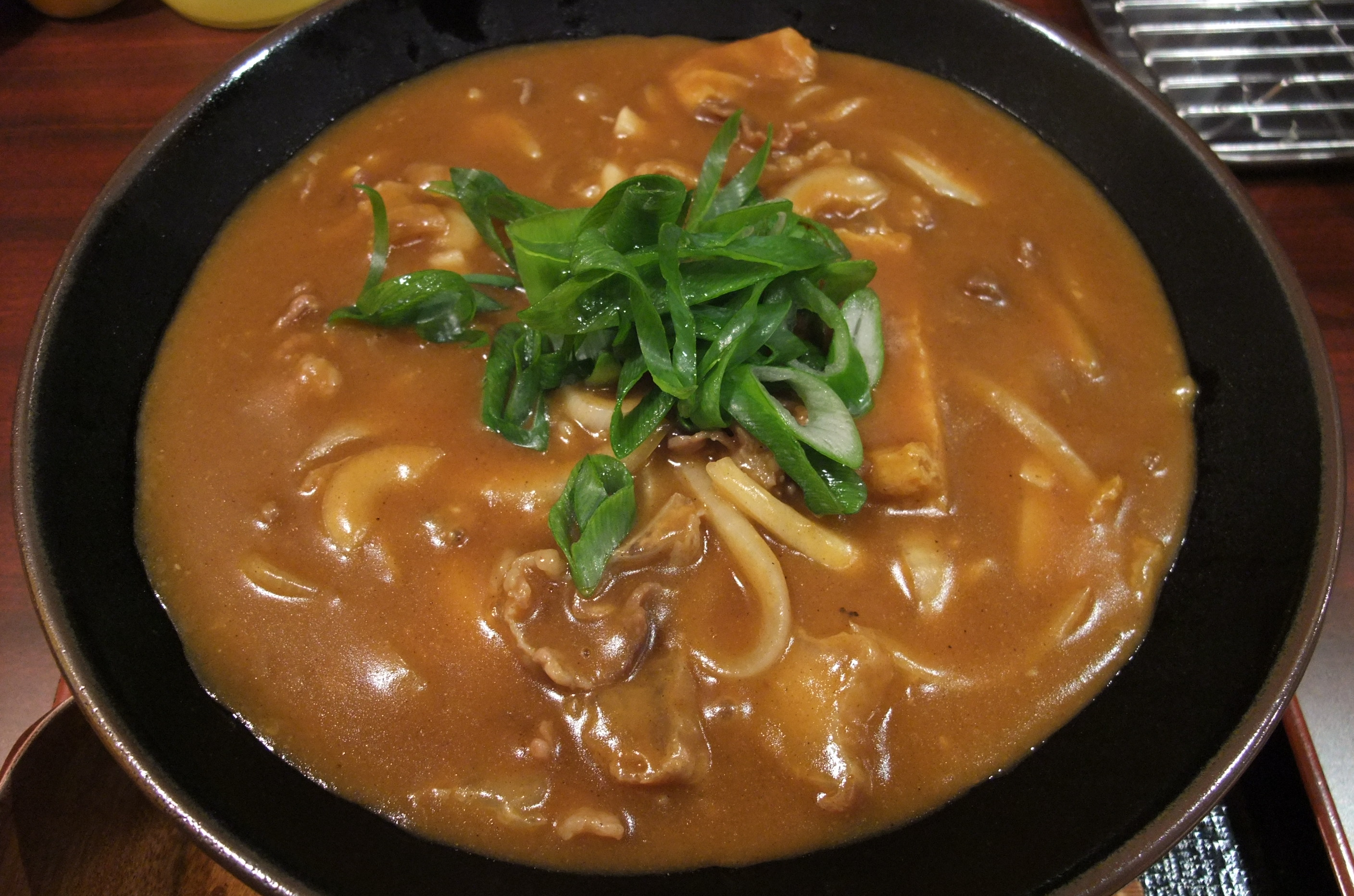
カレーうどん

- カレーうどん・カレーそば・カレー南蛮：うどんにカレーソースをかけたもの[15][172]。カレーソースは、だし汁にカレー粉を加えたり[173]カレールーをだし汁でのばし[174]、片栗粉でとろみをつけたものが用いられる[173][175]。具材としては、牛肉や豚肉、鶏肉などの肉や、ニンジンやタマネギ、ジャガイモなどの野菜が使用される[176]。明治時代に生まれたとされるが[124][177]、その発祥については、東京・早稲田にあった「三朝庵」[22][121][178][179]あるいは大阪・谷町にあったそば屋「東京そば」（現在は東京・目黒の「朝松庵」）[167]など複数の説がある[124][180]。うどんの替わりにそばを使ったものをカレーそば[4][177]・カレー南蛮と呼ぶが[181]、本来はカレーうどん・カレーそばとカレー南蛮は別物であるとされ[4][182]、うどん・そばを問わずネギを具材に用いるものがカレー南蛮であるとされる[183]。ネギはタマネギでも良いとする見解もある[181][184]。実際にはこの区別は曖昧であり[184]、うどんの場合はカレーうどん、そばの場合はカレー南蛮と呼ばれることが多い[181]。カレーそばの場合、カレーソースをざるそばのつけ汁として食するタイプもある[184]。
- カレーラーメン：カレーと並ぶ日本人の国民食ラーメンを融合させたもの[124]。1950年代には全国で食べられていたとされる[124]。インスタントラーメンとしても親しまれており、1961年（昭和36年）に日清食品から「チキンラーメン プラスカレー」が、同時期にエースコックから「カレーラーメン」が、1973年（昭和48年）には日清食品から「カップヌードル カレー」が発売されている[124]。
- カレースパゲッティ：茹で上げたスパゲッティにカレーソースをかけたもの[166]。インディアンスパゲッティとも呼ばれる[166]。由来は不明とされるが、漫画『包丁人味平』を初出とする説もある[166]。大阪の「インデアンカレー」の人気メニューとして知られるほか、洋食屋や老舗喫茶店などでも提供されている[166]。
- カレー焼きそば：焼きそばにカレーパウダーを炒め合わせたもの[185]。または、焼きそばにカレールーをかけたもの[186]。後者は、会津若松市や宮津市でご当地グルメになっている（「ご当地カレー」参照）。

### パン

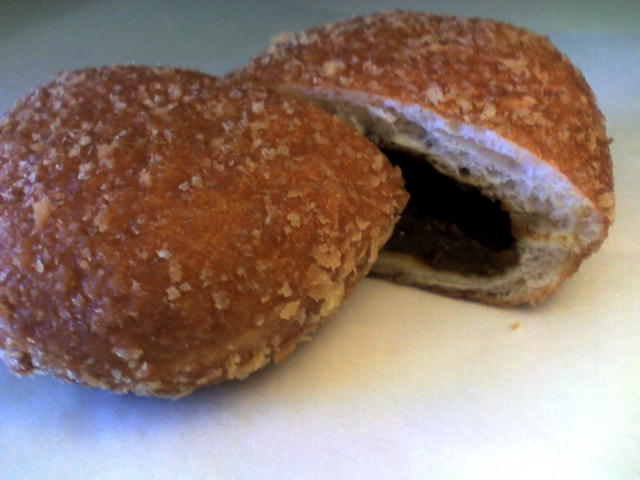
カレーパン

- カレーパン・焼きカレーパン：カレーを具材とした惣菜パン[187][187]。昭和初期に東京で考案された[122][124]。発祥については、東京・深川の「名花堂」（現・カトレア洋菓子店）[188]、東京・練馬の「デンマークブロート」（現・デンマークベーカリー）、東京・新宿の「新宿中村屋」など諸説ある[122]。全国のパン屋の定番商品となっているほか、コンビニエンスストアでも揚げたてのものが販売されている[122]。カレーを包んだパン生地にパン粉をつけて油で揚げたものが多いが[187]、揚げずに焼いた焼きカレーパンもある[189]。

### その他

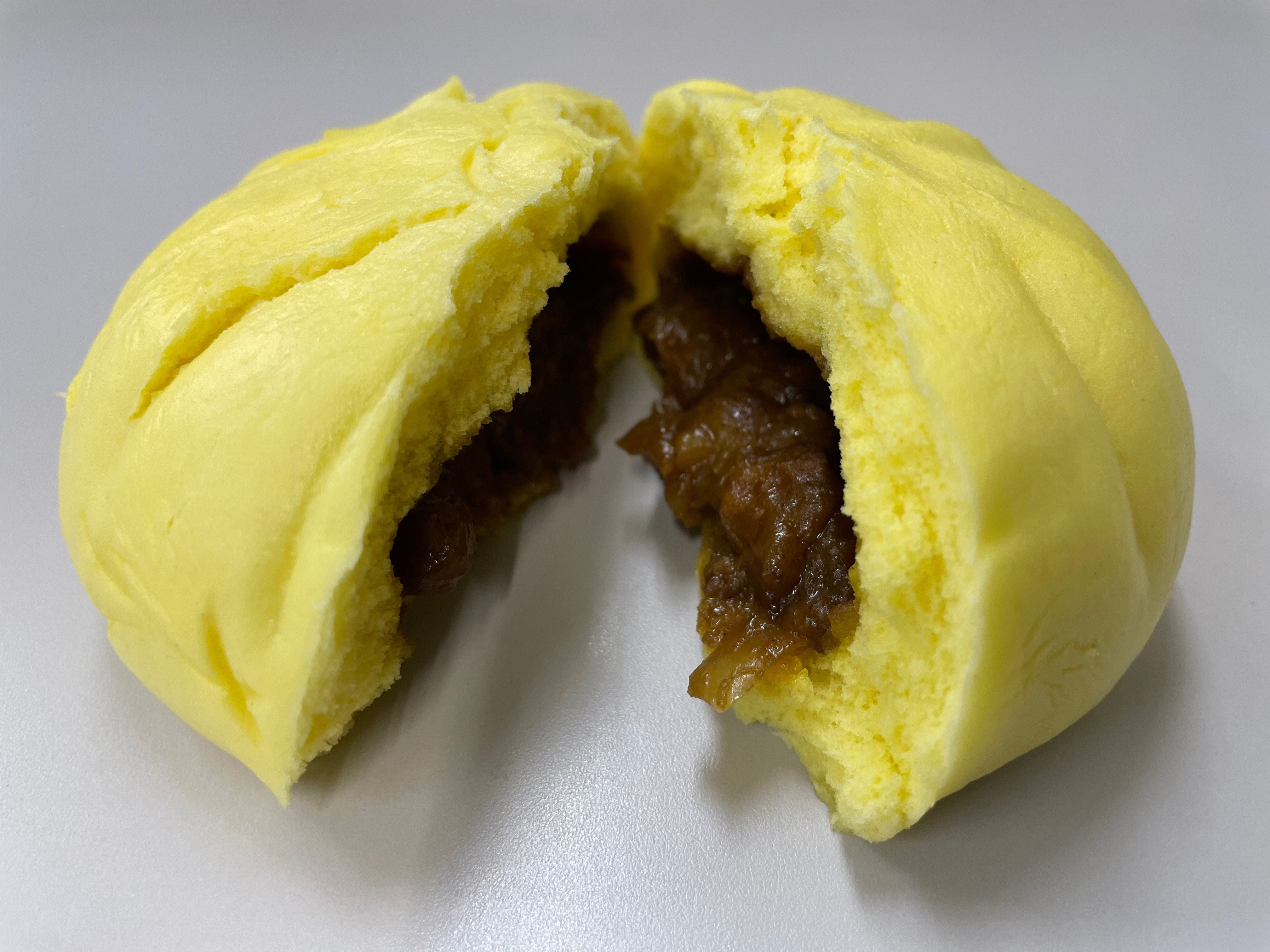
カレーまん

- カレーコロッケ：具材にカレー粉を混ぜたコロッケ [190]。
- カレー鍋：カレーのスパイスを効かせたスープを使った鍋料理[166]。昭和40年代に大阪のうどんすきの店が出したのが始まりとされる[166]。兵庫・姫路の「伝心望」がメニューとして積極的に発信して全国に広まった[166]。
- カレーふりかけ：カレー味のフレーバーを使ったふりかけ[191]。スパイシーなものから子ども向けまで多くの商品がある[191]。
- カレーまん：カレー味の具材を用いた中華まん [192]。1977年（昭和52年）に井村屋から発売された[192]。皮の色は、カレーを表現するために黄色く着色されている[192]。肉まんとあんまんしかなかった中に新たに現れたカレーまんは大ヒットし、その後のピザまん、イカスミまんなどの多様な中華まんが開発されるきっかけとなった[192]。
- カレーもんじゃ：もんじゃ焼きの一種[192]。シーフードカレーもんじゃやチーズカレーもんじゃなどがある[192]。

## ご当地カレー
- スープカレー：札幌で生まれた、とろみのないサラサラとしたスープに大きな具が特徴のカレー[30]。鶏ガラや野菜から出汁をとり、さまざまなスパイスを加えた、深みのある味わいのスープとなっている[30][193]。大きくカットした野菜[30]やレッグチキン[193]、魚介類などの具材は[169]スープとは別に調理して、最後にスープに盛り付ける[30][193]。米飯はカレースープと別盛りで提供される[169]。1971年（昭和46年）開業の喫茶店「アジャンタ」が常連客に提供していた「薬膳カリィ」が発祥と言われている[193]。これが評判となって、1976年（昭和51年）に「薬膳カリィ本舗 アジャンタ」としての営業を開始[193]。スープカレーの専門店の多くは「アジャンタ」の影響を受けているとされる[30][193]。「スープカレー」と名付けたのは1993年（平成5年）創業の「マジックスパイス」とされ[30][193]、2003年（平成15年）に同店が横濱カレーミュージアムに出店したことで、スープカレーは全国的なブームとなった[29][30]。大手食品メーカーからレトルト食品が発売されるなど[29]、定番のカレー料理の一つとして定着している[30]。
- 海軍カレー：日本のカレーの原点とも言われる日本海軍のカレーは海上自衛隊にも受け継がれ[194]、調理施設のある艦艇や基地、部隊にそれぞれのカレーレシピがあるという[19]。海軍カレーは町おこしに活用されており[26]、横須賀の海軍基地としての伝統をアピールするために横須賀で販売されている「よこすか海軍カレー」や[195]、「呉海自カレー」[26]、1929年（昭和4年）にツェッペリンが上陸したことをアピールするために土浦で販売されている「ツェッペリンカレー」などがある[196]。「よこすか海軍カレー」は、店舗で注文するとサラダと牛乳がセットでつく[194][197]。
- 金沢カレー：金沢で長く親しまれているカレーライス[198]。黒く濃厚なカレーソースに、大きなロースカツが載せられ、キャベツの千切りが添えられる[198]。ロースカツにはソースがかけられている[198]。フォークや先割れスプーンを使って食する[152]。
- スパイスカレー：大阪で生まれたスパイスの風味を強調した創作カレーライス[31]。大阪・ミナミに1992年（平成4年）に開業した「カシミール」が原点とされることが多い[31]。地元大阪では2008年（平成20年）頃から注目されるようになり[31]、2018年（平成30年）に全国に波及した[32]。ドライタイプやサラサラとしたカレースープが使われトッピングも様々で[199]明確な定義は難しいとされているが[31]、ルーを使用せず独自に調合したスパイスを使用すること、仕上げにスパイスを振りかけること、和風の出汁を使うこと、豊富な副菜がワンプレートに彩りよく盛り付けられていること、などが共通点とされる[31][32]。華やかな見た目が「インスタ映え」するとして急速に全国に広まり、大手食品メーカーが商品化したことで家庭にも浸透している[200]。
- 焼きカレー：米飯の上にカレーソースと卵、チーズをのせてオーブンで焼いた福岡県門司港発祥の料理[201]。昭和30年代に栄町銀天街の喫茶店が提供したのが始まりとされ、30店舗以上がメニューに掲げる門司港の名物料理となっている[201]。
- 会津カレー焼きそば：福島県会津若松市のご当地グルメで、焼きそばにカレーのルーをかけた料理。
- 宮津カレー焼きそば：京都府宮津市のご当地グルメで、焼きそばにカレーのルーをかけた料理。

これらのほかにも、町おこしの一環として、自治体などと協力して特産品を取り入れたご当地カレーが全国各地で新しく生まれている。これらさまざまなご当地カレーは、レトルトカレーとして土産物屋やインターネットを通じて数多く販売されているが、次々と現れては消えているのが現状である。

## 栄養素
|              | エネルギー | タンパク質 | 脂質  | 炭水化物 |
| ------------ | ---------- | ---------- | ----- | -------- |
| チキンカレー | 131 kcal   | 5.6 g      | 8.8 g | 7.8 g    |
| ビーフカレー | 119 kcal   | 2.4 g      | 9.0 g | 7.9 g    |
| ポークカレー | 116 kcal   | 2.8 g      | 8.6 g | 7.7 g    |

日本食品標準成分表2020年版（八訂）によれば、チキンカレー、ビーフカレー、ポークカレーそれぞれの100グラムあたりのエネルギー、タンパク質、脂質、炭水化物は上表の通りとなっている。カレーにはカプサイシン、クルクミン、ジンゲロール、ピペリンなどが豊富に含まれるが、スパイスの栄養素としてはミネラルや食物繊維が大部分を占める。日本のカレーは野菜を加えるようになったことで栄養バランスが良くなったとされるものの、それほど量が多くはなく、カレーだけでは栄養価が高いとは言えない。そのため、具材や副菜によって不足するタンパク質やビタミン、カルシウムを工夫する必要がある。
カレーは、脂質が多く低カロリーとは言えないが、種類や具材によっても異なり、脂身の少ない部位の肉や魚介類を使ったり、鶏肉の場合は皮を取り除いたりささみを使ったりすることで摂取カロリーを抑えることができる。特にカレーライスの場合はカロリーの約半分を米飯が占めるため、カロリーを抑えたい時は米飯の量を減らすと効果的である。また、調理法によっても変化し、固形カレールーには油脂が含まれるためカロリーが高くなりがちであり、カレー粉から作ればカロリーを抑えられるほか、小麦粉でとろみをつけないスープカレーのカロリーは低い。

## 日本国外

### 朝鮮半島
韓国のカレーは、日本統治時代に日本から持ち込まれたとされており、日本のカレーによく似ている。市販のインスタントカレールーを使用することも日本と同様である。韓国のカレーは、日本のカレーと比べて、汁気が多く、色は薄めで黄色が強い。具材は多く、四角く形が整えられ、あまり煮込まずに固めの歯応えを残す。付け合わせはキムチが一般的である。日本のカレーチェーン店が進出しているほか、都市部では日本の最新の流行店も見られる。
北朝鮮では、1960年代から1970年代頃の在日朝鮮人の帰還事業や、拉致された韓国人や日本人によって、日本式のカレーが北朝鮮に持ち込まれた。ほかの日本料理と同じように、新たに入ってきた人たちが現地の産物と交換したり、朝鮮労働党幹部に賄賂として贈っていたとされる。

### 中華文化圏

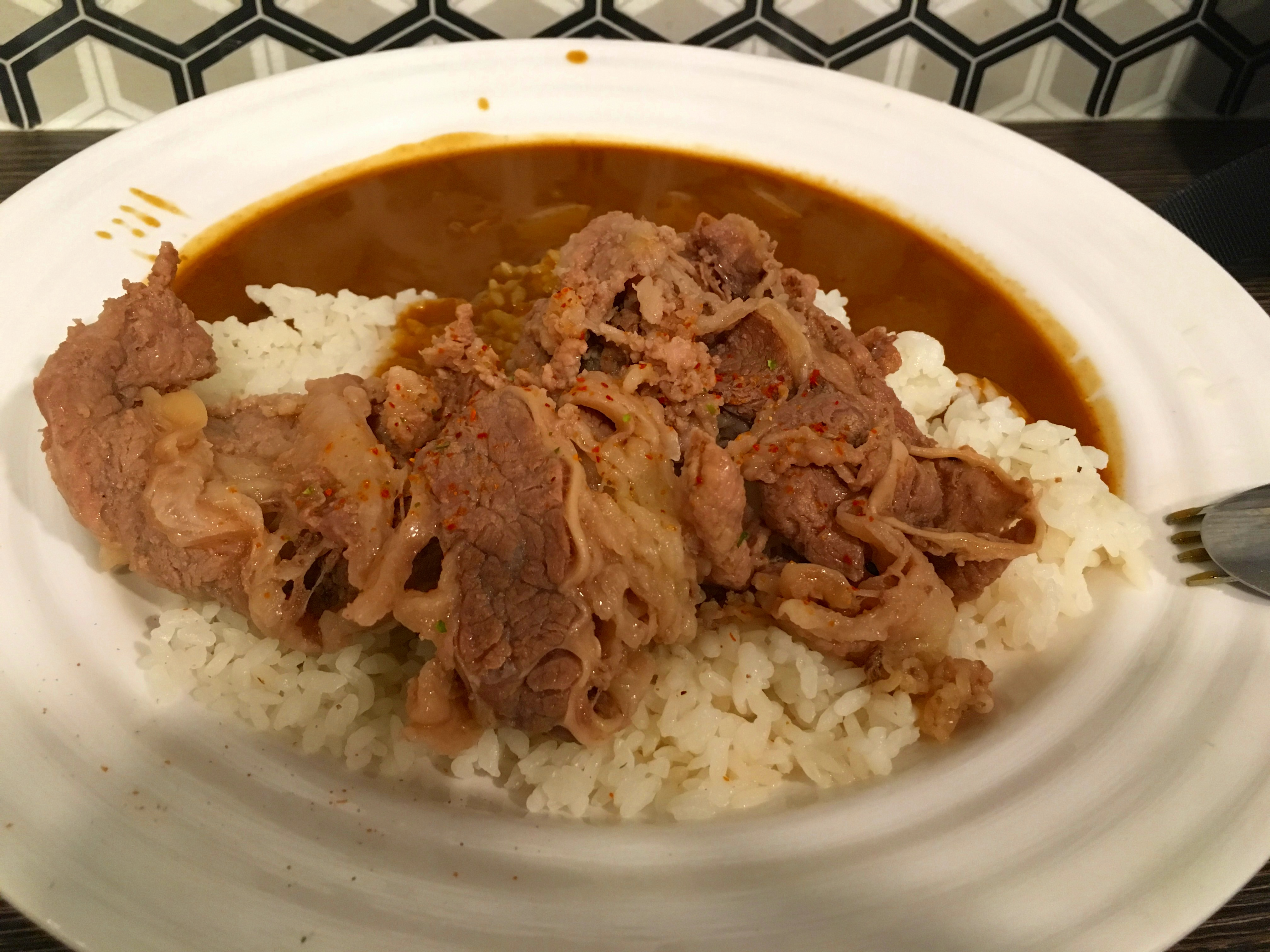
シンガポールの牛肉の千切りカレーライス

中華圏においては日本のカレーは日式咖哩飯と呼ばれ、いわゆる日式料理として広く受け入れられている。中国の人々にとって日式カレーは、油が少ないと感じられるが口当たりはよいと評されている。もともと中国ではインドのカレー文化の影響をあまり受けておらず、炒め物やスープにカレー粉で風味をつける程度であった。1990年代から日式カレーが入ってくるようになり、2005年（平成17年）にはハウス食品がバーモントカレーの販売を開始したが、ハウス食品ではまず子どもにカレーの味を知ってもらうことから始めて徐々に浸透させていったという。
身近な材料と市販のインスタントカレールーで簡単に作ることができる日式カレーは次第に受け入れられ、家庭料理として定着していった。日本式のカレールーは大都市のスーパーマーケットや食料品店でも扱われるようになり、カレーといえば一般的に日式カレーのことを指すようになっている。中国で販売されている固形カレールーは、ターメリックを増やして中国人の好む黄色味を強めたり、中華スパイスの八角を入れたりするなど、中国人の嗜好に合わせた工夫が行われているが、一方でカレーハウスCoCo壱番屋など中国に進出した日本のカレー店では、あくまで日本のカレーとして日本国内と同じ味で提供している。
台湾には日本統治時代に日本人向けの料理としてカレーが伝わったとされるが、一般的に食べられるようになったのは1970年代以降に日本のインスタントカレールーが販売されるようになってからである。家庭料理や屋台料理としての台湾のカレーは、スパイスの種類は少なめで、ターメリックを多く用いた明るい黄色をしており、具材は大きくカットされる。
2000年代以降、日本式のカレー店がオープンするようになり、日式カレーは台式カレーより少し高級な料理として受け止められている。台湾に進出したカレーハウスCoCo壱番屋の店舗も、日本の店舗より店構えや調度、内装がデートや接待にも使えるやや高級な作りとなっている。台式カレーや日式カレーに加えて、インドやマレーシア、ベトナムといったアジア各国のカレー店も増えている。また、台湾では日本のレトルトカレーが日本土産として人気である。

### その他の地域

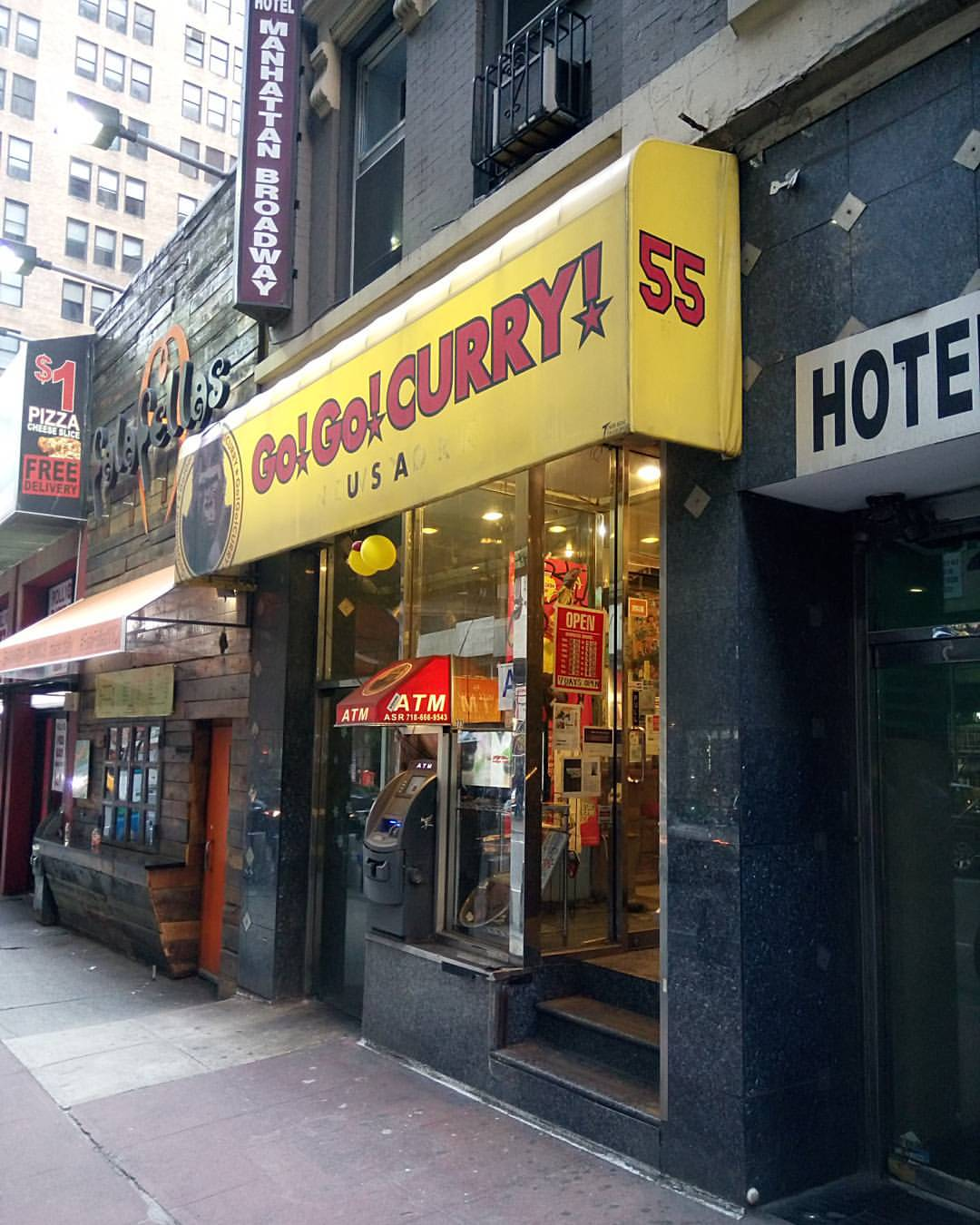
アメリカ・ニューヨークのゴーゴーカレー

そのほかの国にも日本のカレーは広まっている。ハウス食品は、日本のインスタントカレールーを50か国以上で販売してきたという。また、日本のカレールーはオンラインショップでも入手可能である。イスラム圏向けには、ハラールに適合したカレールーも製造販売されている。
日本のカレー店も世界中に出店を続けている。ハウス食品は1984年（昭和59年）からアメリカ国内に「Curry House Japanese Curry and Spaghetti」をチェーン展開した。カレーハウスCoCo壱番屋は、1994年（平成6年）に日本国外で初めてハワイ・オアフ島に出店したのを皮切りに、アジアやアメリカに店舗を展開している。ゴーゴーカレーも2007年（平成19年）にニューヨークにアメリカ1号店を出店した。この店は、当時ニューヨーク・ヤンキースに所属していた松井秀喜がホームランを打った日には、すべてのカレーが55セントになることで知られた。なお、ハウス食品は「Curry House Japanese Curry and Spaghetti」を2019年（平成31年/令和元年）にCH Acquisitions LLC社に売却し、店舗は2020年（令和2年）2月に突然閉鎖された。
ヨーロッパなどでは、日本のアニメや漫画の影響で日本のカレーが注目されている。2018年（平成30年）、カレーハウスCoCo壱番屋は、ヨーロッパで最初の店舗をイギリス・ロンドンに出店した。イギリスでは、約150店舗を展開する和食チェーン「Wagamama」をきっかけにカツカレーブームが起こった。もともと豚肉より鶏肉を好むイギリスではチキンカツカレーが定番となり、カツレツが載っていなくても日本式のカレー全般を指して「Katsu Curry」と表現することもある。
カレーハウスCoCo壱番屋は、これらのほかにシンガポール、インドネシア、フィリピン、タイに支店を構えており、カレー発祥の地であるインドへの出店も計画しているという。

## カレーの日
1982年（昭和57年）1月22日、「給食の意味や大切さを知ってもらいたい」との全国学校栄養士協議会の呼びかけで、全国の小中学校の給食で統一メニューを組むことになった。事前に希望メニューのアンケートをとったところ、全47都道府県で1位という圧倒的な支持を受けたカレーが提供された。これを記念して、1月22日が「カレーの日」となっている。ただし、メニューを統一することは「管理教育ではないか」という意見も出されるなど賛否両論を巻き起こしたため、実際にこの日にカレーを提供した学校は約6割にとどまったという。
以降、毎年1月22日には、自治体やカレー専門店、食品メーカーなどによってさまざまなイベントが企画されている。東京・恵比寿では、前年に話題を集めたカレーやメーカーなどを表彰する「カレー・オブ・ザ・イヤー」が開催されている。